# Daniel Gibson
Daniel Hiram „Boobie“ Gibson (* 27. Februar 1986 in Houston, Texas) ist ein ehemaliger US-amerikanischer Basketballspieler. Er stand von 2006 bis 2013 bei den Cleveland Cavaliers in der NBA unter Vertrag. Gibson konnte sowohl Point Guard als auch Shooting Guard spielen und war ein sehr guter Distanzschütze. 

## Laufbahn

### Jugend und College
Daniel, Sohn von Byron und Cheryl Gibson, besuchte die Jones High School in seiner Geburtsstadt Houston und schloss sie als sechstbester Schüler der Klasse von 2004 ab. Aufgrund seines schon in frühen Jahren entdeckten Talentes für den Sport (auch sein Vater verfolgte eine Basketballkarriere) bekam er von der University of Texas at Austin ein Basketballstipendium angeboten, das er auch wahrnahm. 
Bereits als so genannter Freshman, einem Spieler im ersten Jahr an der Universität, war Gibson bester Scorer (14,2 Punkte pro Spiel), gab die meisten Assists (121 insgesamt) und holte auch die meisten Steals (55 insgesamt) für das Team der Texas Longhorns in der Saison 2004/05.
In seiner zweiten Spielzeit (2005/06) als Sophomore wies Gibson nahezu identische Statistiken gegenüber der Vorsaison auf (13,4 Punkte pro Spiel, 116 Assists, 49 Steals). Im selben Jahr erwarb er seinen Major in Unternehmenskommunikation, verließ die Universität und erklärte sich bereit, am NBA Draft im Sommer 2006 teilzunehmen.

### NBA-Karriere
Gibson wurde im NBA-Draft 2006 an 42. Stelle von den Cleveland Cavaliers ausgewählt und erhielt die Trikotnummer 1. In seiner ersten regulären Saison mit den Cavs (2006/07) mauserte er sich gleich zum Publikumsliebling in Cleveland, brachte es auf gut 15 Minuten durchschnittliche Einsatzzeit pro Spiel und konnte im Schnitt knapp fünf Punkte pro Partie erzielen.

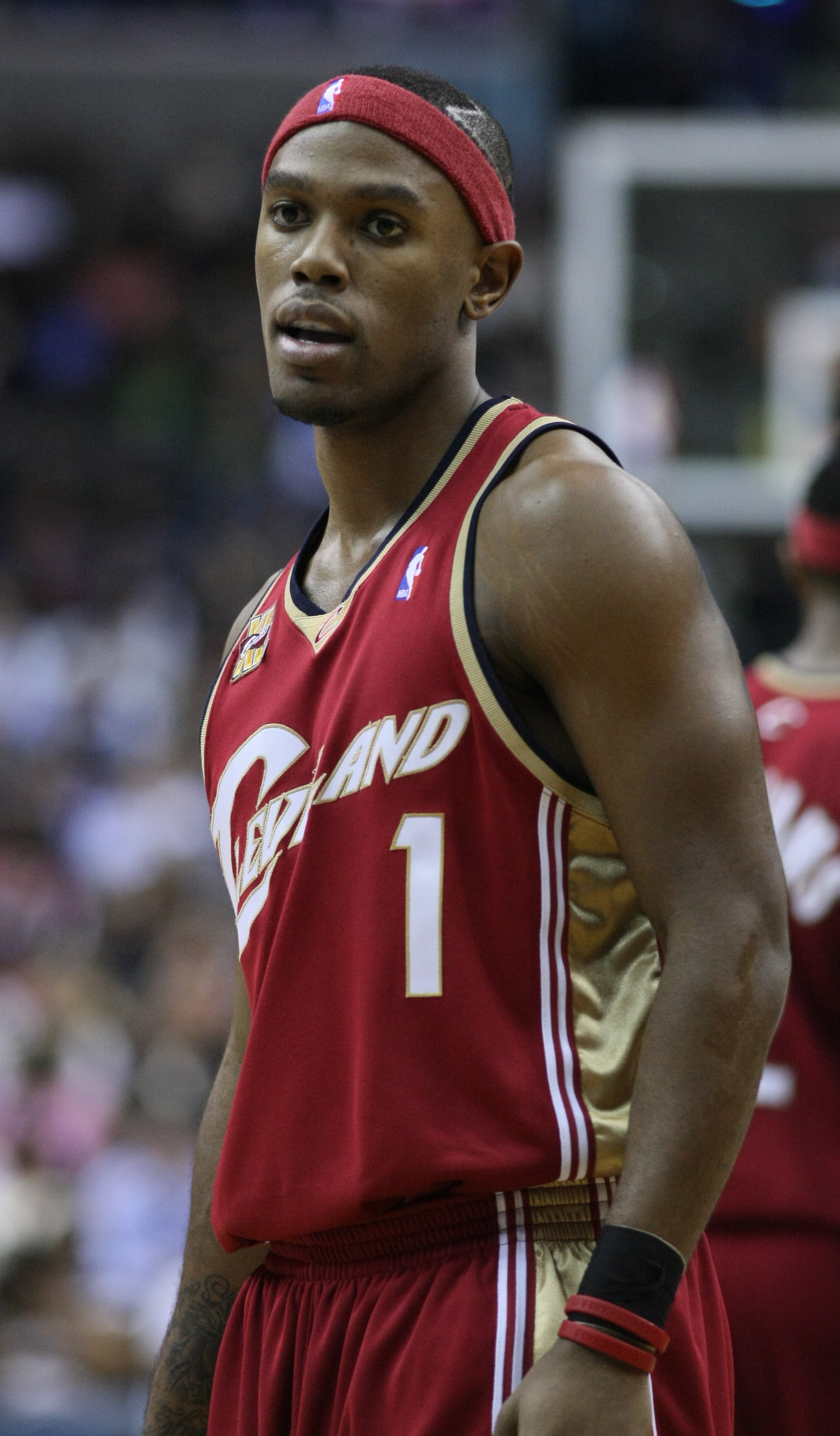
Daniel Gibson (2009)

Am Ende der Saison konnte Cleveland sich für die Playoffs qualifizieren und traf im Finale der Eastern Conference auf die Detroit Pistons. Gibsons große Stunde schlug im letzten Spiel der Serie, als er mit 31 Punkten eine neue persönliche Bestmarke setzte und für den ersten NBA-Finaleinzug in der Geschichte der Cleveland Cavaliers sorgte.
Im anschließenden Finalspiel gegen die San Antonio Spurs hatten die Cavs jedoch nicht den Hauch einer Chance und wurden mit 0:4 „gesweept“. Gibson konnte seinen Punkteschnitt in den Playoffs allerdings auf einen für einen Rookie beachtlichen Schnitt von 8,3 Punkten pro Spiel steigern.

## Auszeichnungen und Erfolge
- 2008: MVP des Rookie vs. Sophomore-Games am NBA-All-Star Weekend
- 2006: First-Team NABC All-District
- 2006: All-Big 12 Third Team
- 2006: Meiste 3-Punkte-Würfe in einer Saison (101) in der Geschichte der University of Texas at Austin
- 2005: Meiste Punkte eines Freshmans für ein Team der University of Texas at Austin
- 2005: Big 12 Freshman of the Year
- 2005: All-Big 12 Third Team

## Sonstiges
Während eines seiner ersten Interviews wurde er gefragt, ob er einen Spitznamen habe, worauf er gestand, dass seine Mutter ihn früher immer „Boobie“ (amerikanischer Slang; deutsch: „Titte“) genannt habe. Während seiner Zeit in Cleveland feierten die Fans Gibson mit lauten „Boobie“-Sprechchören, wenn er einen Wurf verwandelte. 
Gibson pflegt eine enge Freundschaft mit Superstar LeBron James.